# Irene Morgan

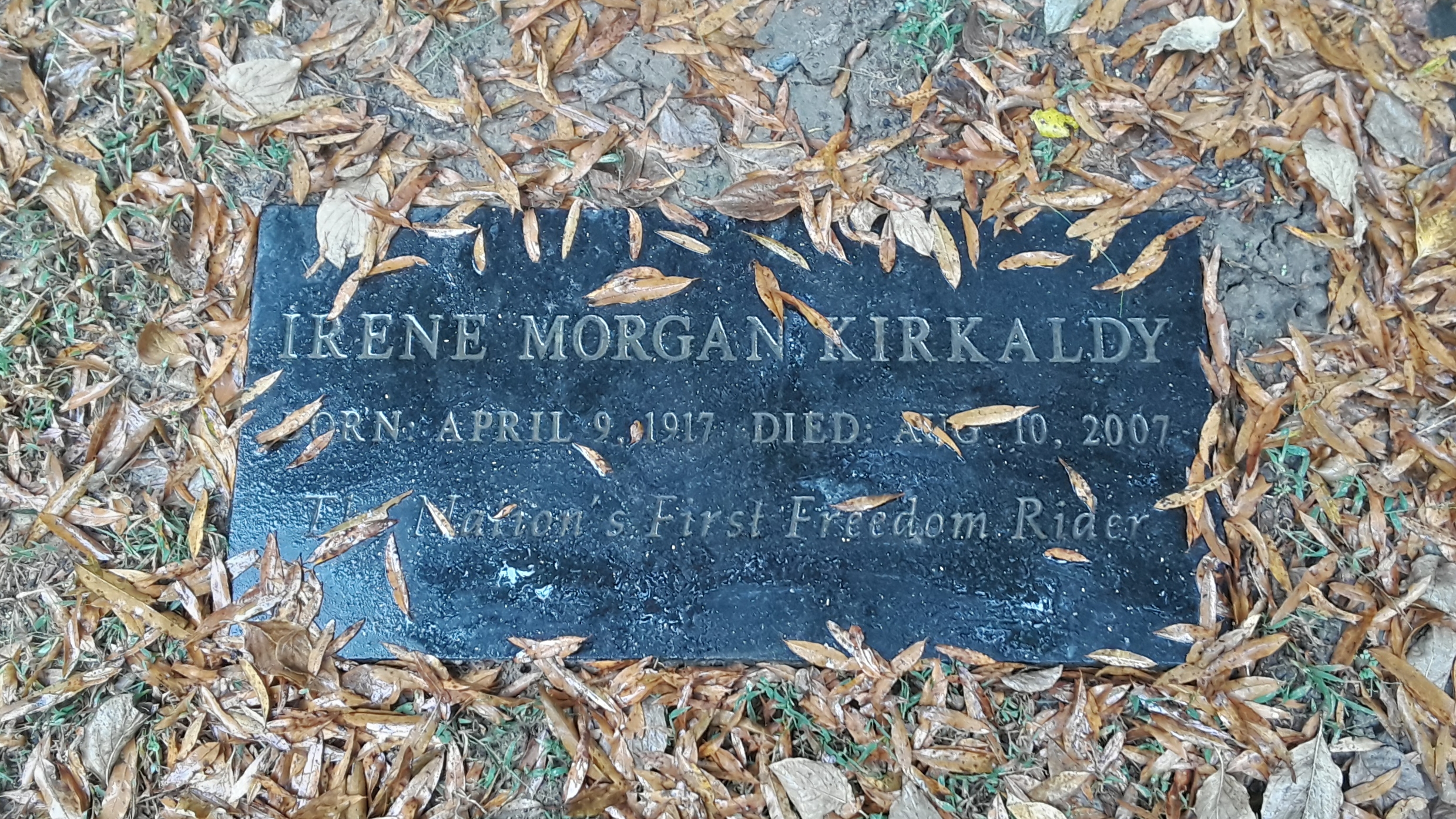
Grabstein von Irene Morgan

Irene Morgan Kirkaldy (* 9. April 1917 in Baltimore, Maryland; † 10. August 2007 im Gloucester County, Virginia) war eine US-amerikanische Bürgerrechtlerin. Sie beteiligte sich am Kampf um die Abschaffung der staatlich sanktionierten Rassentrennung in den USA.
Elf Jahre früher als die später bekannter gewordene Rosa Parks wurde Morgan am 16. Juli 1944 verhaftet, weil sie ihren Sitz in einem Greyhound-Bus auf der Fahrt von Gloucester nach Baltimore nicht für einen Weißen aufgeben wollte.
In ihrem Rechtsstreit gegen die Verwaltung des Bundesstaates Virginia wurde sie vom Rechtsanwalt der Vereinigung NAACP, Thurgood Marshall, vertreten. Der Prozess führte 1946 zu der Festlegung, dass aufgrund des Vorrangs von Bundesrecht einzelstaatliche Rassentrennungsgesetze in zwischenstaatlichen Beförderungsmitteln nicht anzuwenden sind, da sie gegen die Bestimmungen des 14. Zusatzartikels zur Verfassung der Vereinigten Staaten verstießen.
Morgans Fall inspirierte 16 Bürgerrechtler zum ersten Freedom Ride, einer Tour mit Bussen und Zügen zwischen den Bundesstaaten des Südens der USA.
2007 starb sie im Alter von 90 Jahren im Gloucester County in Virginia.